# Гербовий папір
Гербовий папір — спеціальний папір із зображенням державного герба, що продавався урядом, на якому писалися всілякі договори і оформлялися угоди між приватними особами та організаціями.
Вартість його виготовлення значно нижча ціни, за якою держава його продає, що є формою стягнення гербового збору.
Використання штампованого паперу в американських колоніях було настільки непопулярним, що це стало однією з причин Американської революції.